# Thylacocephala
Thylacocephala (von altgriechisch θύλακος thylakos „Sack“ und κεφαλή kephalē „Kopf“) ist eine ausgestorbene Klasse von zweischaligen Gliederfüßern (Arthropoda).

## Merkmale
Thylacocephala waren Gliederfüßer mit einem seitlich komprimierten, schildartigen Panzer mit einer Länge zwischen 15 und 250 mm, der den gesamten Körper umschloss. Abdominale Merkmale, wie ein Telson, waren nicht vorhanden. Der Panzer hatte meist eine ovale oder eiförmige Form und besaß am vorderen Ende ein Rostrum und eine Sehkerbe, ein hinteres Rostrum war möglich. Die Augen waren gut entwickelt, meist sphärisch oder tropfenförmig, bei einigen Arten auch hypertrophisch oder gestielt, und bestanden aus zahlreichen kleinen Ommatidien. Am Kopf befanden sich möglicherweise 5 Paar Extremitäten und am hinteren Körper 8 oder mehr Paar, welche nach hinten kommend kleiner wurden.

## Systematik
Die Klasse wurde von Pinna et al. 1982 auf der Basis von Ostenia cypriformis (heute Ostenocaris cypriformis) aufgestellt. Sie gaben dabei 5 Diagnosemerkmale an, aber keine formale Definition der Klasse.

### Äußere Systematik
Die Thylacocephala können nur sicher den Gliederfüßern (Arthropoda) zugeordnet werden. Eine mögliche Verwandtschaft mit den Krebstieren (Crustacea), auf Grund des den Körper umschließenden Panzers, konnte bis jetzt nicht geklärt werden.

### Innere Systematik
Schram 1990 unterteilt die Vertreter der Klasse Thylacocephala in zwei Ordnungen: die Concavicarida Briggs & Rolfe, 1983, Thylacocephala mit einem die Sehkerbe überhängenden Rostrum, und die Conchyliocarida Secrétan, 1983, Thylacocephala mit einer schwach definierten Sehkerbe und Rostrum und Augen, welche sich auf der Oberfläche eines großen, herausragenden „Cephalon-Sacks“ befinden.
Man unterscheidet zurzeit 21 Gattungen:
- Ainiktozoon
- Ankitokazocaris
- Atropicaris
- Austriocaris
- Clausocaris
- Concavicaris
- Convexicaris
- Coreocaris
- Dollocaris
- Harrycaris
- Kilianicaris
- Mayrocaris
- Microcaris
- Ostenocaris
- Paraostenia
- Protozoea
- Pseuderichthus
- Thylacocephalus
- Rugocaris
- Yangzicaris
- Zhenghecaris

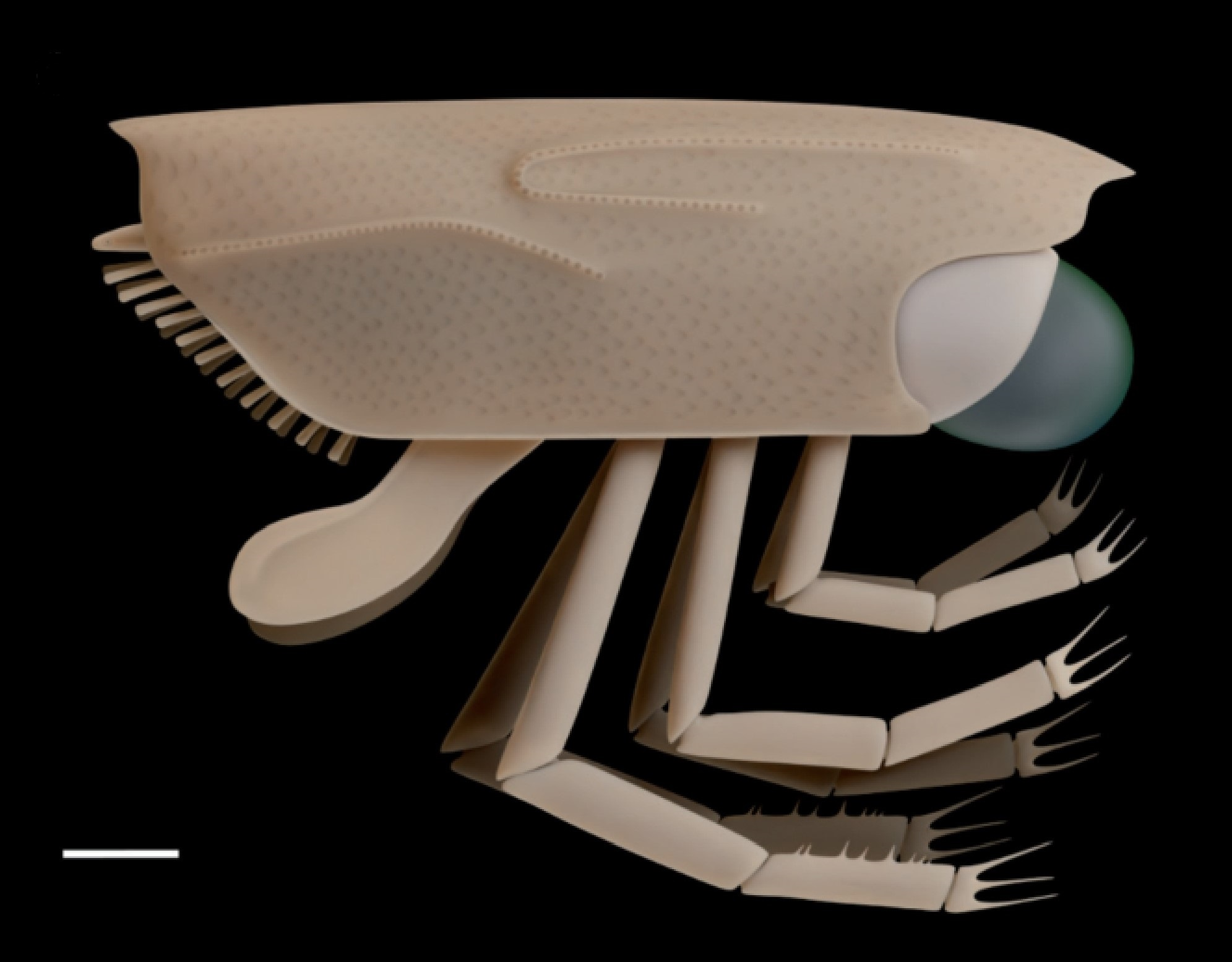
Austriocaris secretanae; Lebendrekonstruktion;
Maßstabsbalken 10 mm

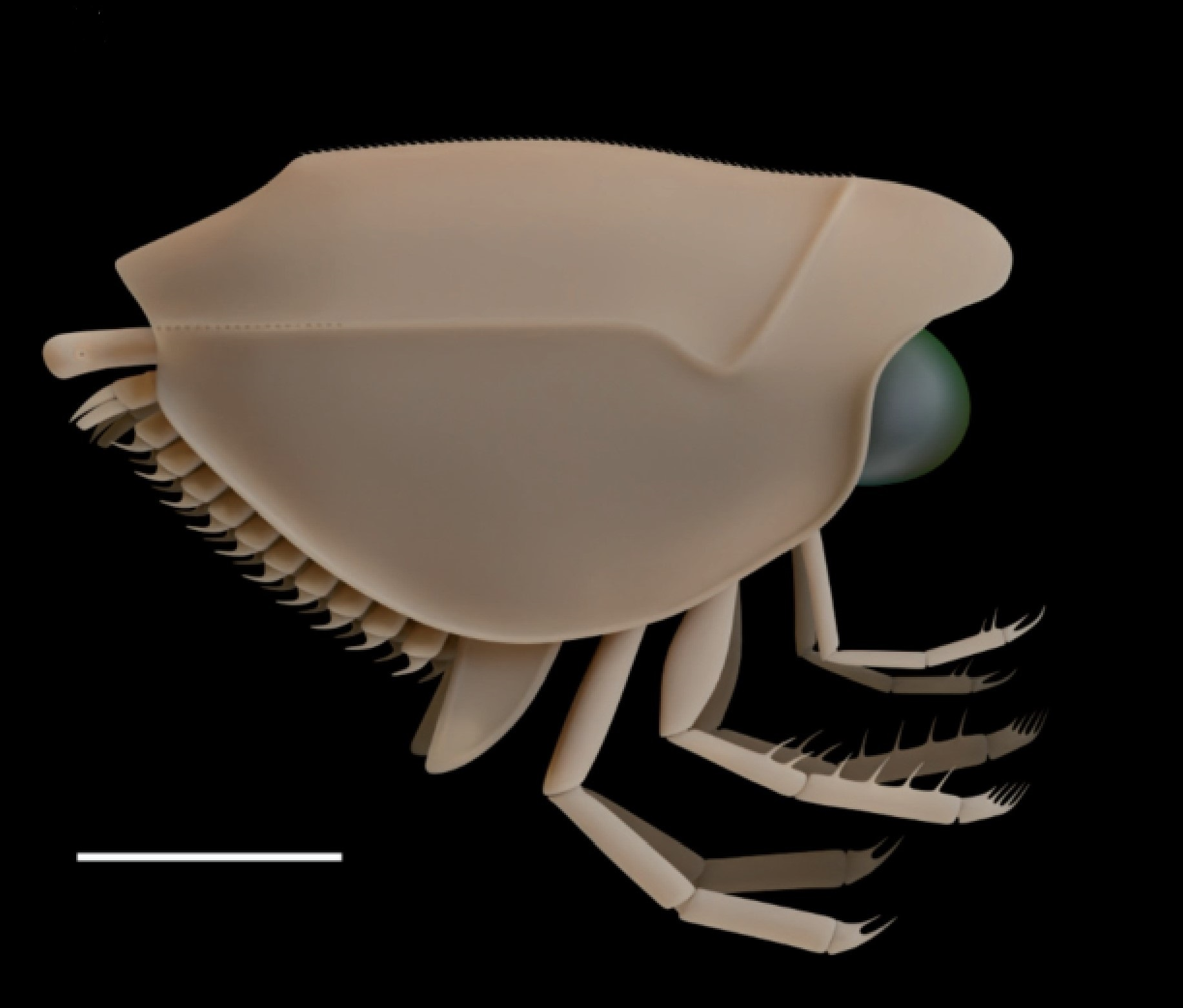
Kilianicaris lerichei; Lebendrekonstruktion;
Maßstabsbalken 10 mm

Die Gattungen Isoxys und Tuzoia gehören vermutlich auch zu der Klasse Thylacocephala.